# Naga, Cebu

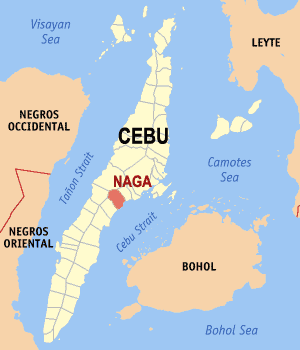
Bản đồ Cebu với vị trí của Naga

Đô thị Naga (Tiếng Cebuano: Lungsod sa Naga; Tiếng Filipino: Bayan ng Naga) là một đô thị ở tỉnh Cebu, Philippines. Theo điều tra dân số năm 2007, đô thị này có dân số 95.163 người.
Đô thị này có nhà máy điện tọa lạc trên diện tích 30 hec ta,  Lưu trữ ngày 12 tháng 4 năm 2008 tại Wayback Machine nhà máy xi măng Cemex tại Tinaan , gần đây có một khu công nghiệp cho doanh nghiệp vừa và nhỏ được khai trương ở barangay Cantao-an. Khu công nghiệp này thuộc quản lý của Ngân hàng phát triển Planters.
Naga thuộc vùng đô thị không chính thức Metro Cebu.

## Các đơn vị dân cư
Naga được chia thành các đơn vị hành chính gồm 28 khu dân cư (khu phố) (barangay).
| - Alpaco - Bairan - Balirong - Cabungahan - Cantao-an - Central Poblacion - Cogon - Colon - East Poblacion - Inoburan - Inayagan - Jaguimit - Lanas - Langtad | - Lutac - Mainit - Mayana - Naalad - North Poblacion - Pangdan - Patag - South Poblacion - Tagjaguimit - Tangke - Tinaan - Tuyan - Uling - West Poblacion |